# Championnat du Japon de Formule Régionale
Le Championnat du Japon de Formule Régionale (officiellement Formula Regional Japanese Championship) est un championnat de course automobile se déroulant au Japon et utilisant des monoplaces de la catégorie Formule Régionale. Il est organisé par K2 Planet. Il s'agit du championnat de Formule régionale japonais certifié par la Fédération internationale de l'automobile (FIA).

## Histoire
Depuis 2013, la Fédération internationale de l'automobile (FIA) cherche à uniformiser les catégories des différents championnats juniors et à créer différents niveaux hiérarchiques afin d'accompagner les pilotes du karting vers la Formule 1. Pour pallier la disparition de certains championnats nationaux et combler l'écart de performances et de places disponibles entre alors le Championnat d'Europe de Formule 3 et les championnats de Formule 4, la FIA décide de créé en 2017 une nouvelle catégorie : la Formule 3 régionale, aussi appelé Formula Regional.
De 1979 à 2019, il existait un Championnat du Japon de Formule 3. Après les redéfinitions des catégories opérés par la FIA, les organisateurs décident de ne pas faire la transition vers la Formule régionale. Ils adoptent des monoplaces du même type que l'Euroformula Open et transforme le championnat en Super Formula Lights. Les droits pour un championnat de Formule 3 régionale, renommé Formule Régionale entretemps, sont acquis par K2 Planet, qui est également l'organisateur des Super Taikyu Series (en). Le Formula Regional Japanese Championship voit le jour pour la saison 2020.
Les monoplaces de l'ensemble des concurrents se composent d'un châssis conçu par Dome, d'un moteur Autotecnica et de pneumatiques fournis par Dunlop. Elles abordent également un halo de sécurité. Le championnat permet notamment d'attribuer des points de Superlicense aux pilotes terminant aux huit premières places du classement final. Hérité de l'ancien championnat de Formule 3, un statut spécial, du nom de « Master Class », est attribué aux pilotes concourant comme gentleman-driver et un classement spécifique leur est dédié.

## Palmarès

### Pilotes
| Année | Champion       | Équipe du champion   |
| ----- | -------------- | -------------------- |
| 2020  | Sena Sakaguchi | Sutekina Racing Team |
| 2021  | Yuga Furutani  | TOM'S Youth          |
| 2022  | Miki Koyama    | Super License        |
| 2023  | Sota Ogawa     | Bionic Jack Racing   |
| 2024  | Michael Sauter | Birth Racing Project |

### Équipes
| Année | Vainqueur            |
| ----- | -------------------- |
| 2020  | Sutekina Racing Team |
| 2021  | TOM'S Youth          |
| 2022  | Super License        |
| 2023  | Sutekina Racing Team |
| 2024  | Birth Racing Project |

### Master Cup
La Master Cup est décernée au meilleur pilote avec le statut « Master Class ».
| Année | Champion         | Équipe du champion |
| ----- | ---------------- | ------------------ |
| 2020  | Nobuhiro Imada   | JMS Racing         |
| 2021  | Takashi Hata     | Super License      |
| 2022  | "Hirobon"        | RN-Sports          |
| 2023  | Yoshitsugu Kondo | Rn-Sports          |
| 2024  | Yugo Tanabe      | N-SPEED            |